# Rajka princeznina
Rajka princeznina (Astrapia stephaniae) je středně velký, asi 37 cm dlouhý pták z Nové Guiney.
Rajku princezninu objevil Carl Hunstein v roce 1884. Byla pojmenována na počest princezny Stéphanie Belgické, manželky korunního prince Rudolfa Rakouského, který prý rajky připomínal.

Rajka princeznina je více známá pod anglickým názvem Princess Stephanie's Astrapia (v překladu rajka princezny Stefanie). 

Rajka princeznina byl použita i na známce z Nové Guiney.

## Charakteristika
Samec má hlavu a hruď modrozelené a fialové barvy, zbytek těla hnědočerný. Má velmi nápadná široká purpurově černá ocasní pera. Samice mají nenápadné zbarvení – černou hlavu i prsa, hnědé tělo a široká černá ocasní pera.

Rajky obývají horské lesy střední a východní Nové Guiney.